# TSKニュースレポート6:30
『TSKニュースレポート6:30』は、1981年4月6日から1984年9月28日まで山陰中央テレビで放送された平日夕方のローカルワイドニュース番組。タイトルはフジテレビの『FNNニュースレポート6:30』と類似しているが、内容は山陰地方ローカルであった。
この項目では、1978年10月2日から1981年4月3日まで同局で放送された前身番組『TSKニュース6:45』についても取り上げる。

## 放送時間

### TSKニュース6:45
- 月曜日 - 金曜日 18:45 - 19:00（1978年10月2日 - 1981年4月3日） - 『FNNニュースレポート6:30』の終了後に15分間放送。

### TSKニュースレポート6:30
- 月曜日 - 金曜日 18:30 - 19:00（1981年4月6日 - 1984年9月28日）

## キャスター

### TSKニュース6:45
- 不明

### TSKニュースレポート6:30
- 渡辺正夫
- 秦野久範
- 小原千明